# Іракінда
Іракінда (рос. Иракинда) — селище Муйського району, Бурятії Росії. Входить до складу Міського поселення селища Таксімо.
Населення — 651 особа (2010 рік).